# EA Sports FC 24
FC 24 es un videojuego de fútbol, desarrollado por EA, y publicado por EA Sports. Este juego marca la primera entrega de la serie EA Sports FC, tras la conclusión de la asociación de EA con FIFA. Fue lanzado a nivel mundial el 29 de septiembre de 2023 para Nintendo Switch, PlayStation 4, PlayStation 5, Windows, Xbox One y Xbox Series X/S.

## Portada
La portada de la Edición Estándar del juego presenta al delantero del Manchester City, Erling Haaland. La portada de la Edición Ultimate del juego presenta a 31 icónicos jugadores actuales y antiguos de todo el mundo. Entre estas destacadas figuras se encuentran Vinícius Júnior, Alexia Putellas, Sam Kerr, Marta, Ronaldinho, Marquinhos, Virgil van Dijk, Son Heung-min, Erling Haaland, Marcus Rashford, Johan Cruyff, Jude Bellingham, Alexander Isak, Zinedine Zidane, Pelé, Andrea Pirlo, David Beckham, Juan Román Riquelme y Enzo Fernández

## Características
La versión para Nintendo Switch del juego se ejecuta por primera vez en el motor de juego Frostbite, proporcionando una jugabilidad similar a las versiones del juego para PlayStation 4 y Xbox One. Las ediciones para Switch desde FIFA 20 habían sido ampliamente criticadas por ser lanzadas como Legacy Editions; versiones del juego en las que se actualizaban los uniformes, plantillas y estadios con respecto a la versión anterior, pero no se añadían nuevas características de jugabilidad. EA Sports FC 24 introduce una experiencia completa de Ultimate Team y VOLTA Football en la Switch. A pesar de esto, no admite juego cruzado con PlayStation 4 ni Xbox One.

### HyperMotion V
EA Sports FC 24 presenta la tecnología "HyperMotion V", que utiliza datos volumétricos capturados por cámaras alrededor de los estadios en más de 180 partidos de alto nivel, incluyendo la UEFA Champions League, la UEFA Women's Champions League, la Premier League y La Liga. Los datos de "Advanced 11v11 Match Capture" se utilizan para enseñar a los algoritmos de aprendizaje automático propietarios de EA Sports FC, lo que resulta en más de 11,000 animaciones en el juego en comparación con más de 6,000 en FIFA 23.

### AcceleRATE 2.0
El sistema AcceleRATE 2.0 divide el movimiento de los jugadores en siete arquetipos diferentes, más del doble de la cantidad presentada en FIFA 23. Los tres tipos de Aceleración base son "Controlado", "Explosivo" y "Largo". La mayoría de los jugadores caen en la categoría "Controlado" y aceleran de manera uniforme y controlada. Los jugadores "Explosivos" son más bajos y ágiles que otros jugadores, lo que resulta en un mayor estallido inicial de aceleración después del cual disminuyen la velocidad. Los jugadores más altos y fuertes se clasifican como "Largo", comenzando más lentamente pero capaces de prosperar en distancias largas. EA Sports FC 24 introduce cuatro nuevos tipos para representar más estilos de movimiento de los jugadores: "Controlado Explosivo" (50% Controlado, 50% Explosivo), "Mayormente Explosivo" (70% Explosivo, 30% Controlado), "Controlado Largo" (50% Controlado, 50% Largo) y "Mayormente Largo" (70% Largo, 30% Controlado).

### Estilos de juego
Optimizado por Opta Sports, EA Sports FC 24 introduce PlayStyles, que representan las habilidades de los jugadores en el campo de juego dentro del juego y otorgan a los jugadores capacidades únicas. PlayStyles+ permite que el juego refleje las habilidades de los jugadores de élite y son una versión mejorada de los PlayStyles típicos. Los PlayStyles se dividen en seis categorías: anotación, pase, control del balón, defensa, físico y portero (limitado a los modos Be a Goalkeeper en la Carrera del Jugador y en los Clubes).

### Ultimate Team
Ahora, en Ultimate Team se presentan las Evoluciones, lo que permite a los usuarios mejorar las habilidades, PlayStyles y valoraciones generales de los jugadores elegibles, así como mejorar los diseños y fondos de sus elementos de jugador.

### Clubes y Fútbol VOLTA
El modo combinado de Clubes y VOLTA Football introduce el juego cruzado entre usuarios en consolas de la misma generación, expandiendo el juego cruzado a todos los modos multijugador en línea del juego. Los usuarios pueden jugar cruzado entre PlayStation 5, Xbox Series X/S, y Windows, mientras que los usuarios de PlayStation 4 y Xbox One pueden jugar cruzado entre ellos.

## Fin de la licencia FIFA
El 10 de mayo de 2022, EA Sports y FIFA anunciaron que su acuerdo de licencia a largo plazo llegaría a su fin al concluir el 31 de diciembre de 2022, luego de una extensión de un año para permitir el lanzamiento de FIFA 23. El mismo día, EA anunció que su franquicia de videojuegos de fútbol FIFA se renombraría  "EA Sports FC" en 2023. A pesar del cambio de nombre, la compañía afirmó en su declaración que la franquicia mantendría sus licencias de más de 19 000 jugadores, más de 700 equipos, un centenar de estadios y más de 30 ligas. Una de las principales novedades, es la inclusión de la licencia del Balón de Oro.
Por otro lado, FIFA planea asociarse con una compañía de videojuegos diferente para crear "el único juego real y auténtico que lleva el nombre de FIFA", según el presidente de FIFA, Gianni Infantino.

## Licencias

### Ligas
Para esta edición las ligas son las mismas que aparecieron en FIFA 23.
| Confederación                                | Competición                                                                 |
| -------------------------------------------- | --------------------------------------------------------------------------- |
|                                              |                                                                             |
| Liga de Campeones de la UEFALicenciada       |                                                                             |
| Liga Europa de la UEFALicenciada             |                                                                             |
| Liga Europa Conferencia de la UEFALicenciada |                                                                             |
| Supercopa de EuropaLicenciada                |                                                                             |
| Bundesliga                                   |                                                                             |
| Bundesliga 2                                 |                                                                             |
| 3. Liga                                      |                                                                             |
| Ö. Bundesliga                                |                                                                             |
| 1A Pro League                                |                                                                             |
| 3F Superliga                                 |                                                                             |
| Cinch Premiership                            |                                                                             |
| LaLiga Santander                             |                                                                             |
| LaLiga SmartBank                             |                                                                             |
| Ligue 1 Uber Eats                            |                                                                             |
| Ligue 2 BKT                                  |                                                                             |
| Eredivisie                                   |                                                                             |
| Premier League                               |                                                                             |
| EFL Championship                             |                                                                             |
| EFL League One                               |                                                                             |
| EFL League Two                               |                                                                             |
| SSE Airtricity Premier Division              |                                                                             |
| Serie A TIM                                  |                                                                             |
| Serie BKT                                    |                                                                             |
| Eliteserien                                  |                                                                             |
| PKO Ekstraklasa                              |                                                                             |
| Liga Portugal                                |                                                                             |
| Liga I                                       |                                                                             |
| Allsvenskan                                  |                                                                             |
| Credit Suisse Super League                   |                                                                             |
| Süper Lig                                    |                                                                             |
|                                              | Copa Libertadores de AméricaLicenciada                                      |
| Copa SudamericanaLicenciada                  |                                                                             |
| Recopa SudamericanaLicenciada                |                                                                             |
| Liga Profesional de Fútbol                   |                                                                             |
|                                              | Copa Asiática Competición ficticia basada en la Liga de Campeones de la AFC |
| MBS Pro League                               |                                                                             |
| A-League                                     |                                                                             |
| CSL                                          |                                                                             |
| K-League 1                                   |                                                                             |
| Hero ISL                                     |                                                                             |
|                                              | MLS                                                                         |
|                                              | Resto del mundo                                                             |
| APOEL FC                                     |                                                                             |
| Atlético Nacional Vuelve                     |                                                                             |
| Dinamo Zagreb                                |                                                                             |
| Hajduk Split                                 |                                                                             |
| Al-Ain                                       |                                                                             |
| HJK Helsinki                                 |                                                                             |
| Wrexham                                      |                                                                             |
| AEK Atenas                                   |                                                                             |
| Panathinaikos                                |                                                                             |
| PAOK                                         |                                                                             |
| Ferencváros                                  |                                                                             |
| AFC Richmond Nuevo                           |                                                                             |
| Slavia Praha                                 |                                                                             |
| Sparta Praha                                 |                                                                             |
| Viktoria Plzeň                               |                                                                             |
| Kaizer Chiefs                                |                                                                             |
| Mamelodi Sundowns Vuelve                     |                                                                             |
| Orlando Pirates                              |                                                                             |
| Dinamo Kiev                                  |                                                                             |
| Shakhtar Donetsk                             |                                                                             |
| MLS All-Star                                 |                                                                             |
| Adidas All-Star                              |                                                                             |
| Soccer Aid                                   |                                                                             |
|                                              | CONMEBOL Libertadores                                                       |
| Always Ready                                 |                                                                             |
| Independiente Petrolero                      |                                                                             |
| The Strongest                                |                                                                             |
| América Mineiro*                             |                                                                             |
| Athletico Paranaense*                        |                                                                             |
| Atlético Mineiro*                            |                                                                             |
| Corinthians*                                 |                                                                             |
| Flamengo*                                    |                                                                             |
| Fortaleza*                                   |                                                                             |
| Palmeiras*                                   |                                                                             |
| Red Bull Bragantino*                         |                                                                             |
| Colo-Colo                                    |                                                                             |
| Universidad Católica                         |                                                                             |
| Deportes Tolima                              |                                                                             |
| Deportivo Cali                               |                                                                             |
| Independiente del Valle                      |                                                                             |
| Emelec                                       |                                                                             |
| Cerro Porteño                                |                                                                             |
| Libertad                                     |                                                                             |
| Olimpia                                      |                                                                             |
| Alianza Lima                                 |                                                                             |
| Sporting Cristal                             |                                                                             |
| Nacional                                     |                                                                             |
| Peñarol                                      |                                                                             |
| Caracas F.C.                                 |                                                                             |
| Deportivo Táchira                            |                                                                             |
| CONMEBOL Sudamericana                        |                                                                             |
| Guabirá                                      |                                                                             |
| Oriente Petrolero                            |                                                                             |
| Royal Pari                                   |                                                                             |
| Wilstermann                                  |                                                                             |
| Atlético Goianiense*                         |                                                                             |
| Ceará*                                       |                                                                             |
| Cuiabá*                                      |                                                                             |
| Fluminense*                                  |                                                                             |
| Internacional*                               |                                                                             |
| Santos*                                      |                                                                             |
| São Paulo*                                   |                                                                             |
| Deportes Antofagasta                         |                                                                             |
| Everton                                      |                                                                             |
| Ñublense                                     |                                                                             |
| Unión Española                               |                                                                             |
| Unión La Calera                              |                                                                             |
| América de Cali                              |                                                                             |
| Independiente Medellín                       |                                                                             |
| Junior                                       |                                                                             |
| La Equidad                                   |                                                                             |
| 9 de Octubre                                 |                                                                             |
| Barcelona SC                                 |                                                                             |
| Delfín                                       |                                                                             |
| LDU Quito                                    |                                                                             |
| Mushuc Runa                                  |                                                                             |
| Universidad Católica                         |                                                                             |
| Club Nacional                                |                                                                             |
| General Caballero JLM                        |                                                                             |
| Guaireña                                     |                                                                             |
| Sol de América                               |                                                                             |
| Ayacucho                                     |                                                                             |
| Cienciano                                    |                                                                             |
| FBC Melgar                                   |                                                                             |
| Sport Boys                                   |                                                                             |
| Cerro Largo                                  |                                                                             |
| Liverpool                                    |                                                                             |
| River Plate                                  |                                                                             |
| Wanderers                                    |                                                                             |
| Deportivo La Guaira                          |                                                                             |
| Estudiantes de Mérida                        |                                                                             |
| Hermanos Colmenárez                          |                                                                             |
| Metropolitanos                               |                                                                             |

### Selecciones
Para esta edición se destaca la ausencia de las selecciones de Austria, Canadá, Australia, China y Brasil

### Ligas
Para esta edición, se incluyen la Liga F de España y la Frauen-Bundesliga de Alemania, así como algunos equipos para el resto del mundo.

## Banda sonora
El 20 de septiembre EA confirmó la banda sonora que llevara la edición de este juego. 